# Зименки (Муромський район)
Зименки (рос. Зимёнки) — селище у Муромському районі Владимирської області Російської Федерації.
Входить до складу муніципального утворення Ковардицьке сільське поселення. Населення становить 995 осіб (2012).

## Історія
Населений пункт розташований на землях фіно-угорських народів муроми та мещери.
Від 14 квітня 1929 року належить до Муромського району, утвореного спочатку у складі Муромського округу Нижегородської області.
Згідно із законом від 11 травня 2005 року входить до складу муніципального утворення Ковардицьке сільське поселення.

## Населення
| 1859 | 1905 | 1926 | 2002  | 2010 | 2012 |
| ---- | ---- | ---- | ----- | ---- | ---- |
| 125  | ↘3   | ↗38  | ↗1027 | ↘914 | ↗995 |